# Norbert Abel
Norbert Abel (geboren 1962) ist ein österreichischer Rechtsanwalt, spezialisiert auf Wirtschaftsrecht und Wirtschaftsstrafrecht. Er wurde vom Handelsgericht Wien als Insolvenzverwalter der Signa Prime Selection AG bestellt, dem wichtigsten Unternehmen der Signa-Gruppe.

## Laufbahn
Norbert Abel studierte Rechtswissenschaften in Hamburg und Wien. Er ist seit 1993 Rechtsanwalt in Wien und Insolvenzverwalter, seine Kanzlei befindet sich in der Wiener Innenstadt. Seit 1997 ist er auch als Rechtsanwalt in Hamburg tätig. Partner der Abel Rechtsanwälte GmbH sind u. a. seine Ehefrau und seine Tochter, Johanna Abel-Winkler und Felicitas Abel-Stodola, beide Juristinnen.
Einer breiteren Öffentlichkeit bekannt wurde er als Insolvenzverwalter der SIGNA Prime Selection AG, einer Tochterfirma der Signa Holding des René Benko. Das Handelsgericht Wien bestellte seine Kanzlei ursprünglich am 28. Dezember 2023 für ein Sanierungsverfahren mit Eigenverwaltung. Der Sanierungsplan wurde im März 2024 angenommen, er sah „eine vollständige Verwertung und Verteilung des gesamten schuldnerischen Vermögens an die Gläubiger vor“. Dem Sanierungsplan wurde jedoch die gerichtliche Bestätigung versagt, denn die Finanzprokuratur erhob Einspruch. Am 31. Oktober 2024 wurde das Sanierungsverfahren auf Konkursverfahren abgeändert, die Kanzlei Abel Rechtsanwälte GmbH wurde nunmehr zur Insolvenzverwalterin bestellt. Er muss sich um die Verwertung folgender Immobilien kümmern:
| Wien              | Graben 19 (Dezember 2023 verkauft)         | Lamarr, Wien (Oktober 2024 verkauft) | Freyung 8 (Dezember 2024 verkauft)   |
| Wien              | Goldenes Quartier Wien                     | Park Hyatt Vienna | Wiener Postsparkasse                 |
| Innsbruck         | Kaufhaus Tyrol                             | |                                      |
| Berlin            | Kaufhaus des Westens (April 2024 verkauft) | Upper West (Februar 2025 verkauft) | Karstadt am Hermannplatz             |
| Berlin            | P1 Berlin                                  | |                                      |
| Hamburg           | Alsterhaus                                 | Elbtower |                                      |
| Hamburg           | Alsterarkaden (Januar 2025 verkauft)       | Brache am Gänsemarkt (Januar 2025 verkauft) | Kaufmannshaus (Januar 2025 verkauft) |
| München           | Oberpollinger                              | Alte Akademie | Corbinian                            |
| München           | Romy, München (März 2024 verkauft)         | |                                      |
| Düsseldorf        | Carsch-Haus                                | |                                      |
| Frankfurt am Main | Hauptwache 1                               | Die Frankfurter Sparkasse übernahm am 21. Juni 2024 für einen öffentlich unbekannten Millionenbetrag das Grundstück und will dort ihre neue Zentrale bauen.[77] |                                      |
| Bozen             | Waltherpark (April 2024 verkauft)          | Viva Virgolo (April 2024 verkauft) |                                      |
| Venedig           | Hotel Bauer Palazzo (April 2024 verkauft)  | |                                      |
Norbert Abel forderte von Altbundeskanzler Sebastian Kurz 750.000 Euro zurück, jenen bereits ausbezahlten Teil eines Honorars für die Vermittlung eines arabischen Investor für das bereits darniederliegende Unternehmen im Jahre 2023. Die Gesamtforderung von Kurz soll insgesamt 2,4 Millionen Euro betragen haben. Norbert Abel kritisierte auch den Ankauf der Selfridges-Kaufhauskette in England zu einem Zeitpunkt, als die Signa Holding bereits „materiell insolvent“ gewesen sei, sprich Ende 2022. Er konstatierte Geldverschiebungen zwecks Clean-Up der Holding, die zu Lasten der Signa Prima gingen. Er äußerte auch Kritik an den ehemaligen Aufsichtsräten, darunter der Manager Karl Gernandt, Altkanzler Alfred Gusenbauer, der Unternehmer Robert Peugeot, die frühere Vizekanzlerin Susanne Riess, die Banker Karl Samstag und Karl Sevelda sowie der Signa-Manager Christoph Stadlhuber. Er kündigte zwölf Aufsichtsräten an, die Bonifikationen in Höhe von 860.000 Euro für das Jahr 2022 zurückzufordern und gegebenenfalls einzuklagen. An Weihnachten 2024 erhielten vier ehemalige Vorstände und zwölf Mitglieder des Aufsichtsrates sogenannte Haftungsschreiben. Norbert Abel forderte sie dazu auf, ihre Haftung für den Schaden anzuerkennen. Den Schaden bezifferte er vorläufig auf mehr als eine Milliarde Euro. In einem ersten Schritt reichte er Klagen gegen den früheren Signa-Immobilienchef Timo Herzberg (auf 6,65 Millionen Euro) und gegen den ehemaligen Finanzchef Manuel Pirolt (auf 3,9 Millionen Euro) ein.
In der Verwertung der Immobilien geht Norbert Abel systematisch vor. Beispielsweise gelang ihm mehr oder weniger zeitgleich der Verkauf dreier Objekte in Hamburg um knapp 400 Millionen Euro. Beim Kaufhaus Tyrol hingegen wurde der Verkauf zurückgestellt, weil die Immobilie im zweiten Halbjahr 2024 Leerstände aufwies. Das voll vermietete Goldene Quartier in Wien steht zum sofortigen Verkauf. Auch drei italienische Objekte konnten zeitgleich veräußert werden – das Hotel Bauer Palazzo in Venedig, der noch in Bau befindlichen Waltherpark und das Entwicklungsprojekt Viva Virgolo, beide in Bozen. Käuferin war die Schoeller Group, die im Februar 2025 auch das Hochhaus Upper West am Berliner Breitscheidplatz übernahm.
Am 7. Jänner 2025 wurde bekannt, dass Norbert Abel Klage gegen die TPA Steuerberatung GmbH eingereicht hatte. Die TPA habe ihre Pflichten nicht erfüllt und sie habe „ein beispielloses Kapitalkarussell“ ermöglicht. Die Beklagte bestreitet die Vorwürfe. Per Anfechtungsklage will Norbert Abel das Honorar der Steuerberater in Höhe von 3,15 Millionen Euro rückerstattet bekommen. Außerdem fordert er Schadenersatz von zunächst acht Millionen Euro ein, der endgültige Klagebetrag stehe jedoch noch nicht fest.

## Privates
Norbert Abel ist mit der Juristin Johanna Abel-Winkler verheiratet. Das Paar hat zwei Kinder.

## Weblink
- Abel Rechtsanwälte GmbH, offizielle Webpräsenz